# Дари в Чигрині 1649 року
Дари в Чигрині 1649 року — малюнок Тараса Шевченка до однойменного офорта. Виконаний у Санкт-Петербурзі в 1844 році. Папір, туш. Розмір 19,7 × 27. На звороті зліва вгорі напис чорнилом: Дари в Чигрині 1649 року.
Під зображенням рукою Шевченка вигравіювана назва: «Дары въ Чигрыни 1649 року». Зліва від назви — пояснювальний текст українською мовою, написаний за тодішнім правописом:
|  | “Изъ Царяграда, изъ Варшавы и Москвы, прыбували послы зъ великими дарами еднать Богдана и народъ Украинскій уже вольный и сильный. Султанъ, окроме великого скарбу приславъ Богданови червоный оксамитовый жупанъ на горностаевій хутри шталтъ княжой — порфиры, булаву и шаблю, одначе рада (опрыче Славного лыцаря Богуна) присудыла еднать Царя Московського”. |

Праворуч від назви цей же текст повторено французькою мовою.
Початкова дата визначається часом повернення Шевченка до Петербурга. Оскільки в листі до Бодянського в перших числах травня Шевченко повідомляє про те, що офорт «Дари в Чигрині» ним уже закінчений, підготовчий малюнок до нього виконаний, очевидно, не раніше часу повернення до Петербурга і не пізніше квітня місяця 1844 року.
Зберігається в Національному музеї Тараса Шевченка. Попередні місця збереження: Музей української старовини В. В. Тарновського в Чернігові, Чернігівський обласний історичний музей, Галерея картин Т. Г. Шевченка (Харків). Малюнок виконаний тушшю, але у «Каталозі музею Тарнавського» помилково вказано сепія. Відомі два ескізи до цього малюнка.
1929 року експонувався на виставці творів Т. Шевченка в Чернігові.
Шевченко прикрасив передпокій Богдана Хмельницького вставною картиною козака Мамая.